# America (band)
America is een Amerikaanse folkrockband, die oorspronkelijk bestond uit Dan Peek, Gerry Beckley en Dewey Bunnell.

## Geschiedenis
De band werd in 1970 opgericht in Engeland, waar de leden, zonen van Amerikaanse legerofficieren, toen woonden. Het titelloze debuutalbum uit 1971 was in de Verenigde Staten meteen een groot succes. De singles I need you, A Horse with No Name en Sandman werden internationaal grote hits. Hierna verhuisden de leden terug naar de Verenigde Staten, waar het tweede album, Homecoming werd opgenomen, met daarop de hit Ventura Highway.
In 1977 verliet Peek de band om zich op zijn solocarrière in gospelmuziek te richten. Beckley en Bunnell gingen verder als duo. Na het vertrek van Peek had het duo nog een kort commercieel succes in 1982 met de hit You Can Do Magic. Ook speelden ze dat jaar op de soundtrack van de tekenfilm The Last Unicorn.
In 2011 overleed Peek aan de gevolgen van pericarditis, een ontsteking aan het hartzakje. Hij werd 60 jaar oud. 
In 2012 kreeg America een ster op de Hollywood Walk of Fame.
Willie Leacox overleed in februari 2022 op 74-jarige leeftijd.

## Discografie

### Albums
| Album met eventuele hitnotering(en) in de Nederlandse Album Top 100 | Datum van verschijnen | Datum van binnenkomst | Hoogste positie | Aantal weken | Opmerkingen                 |
| ------------------------------------------------------------------- | --------------------- | --------------------- | --------------- | ------------ | --------------------------- |
| America                                                             | 1971                  | 26-02-1972            | 16              | 2            |                             |
| Homecoming                                                          | 1972                  | 02-12-1972            | 8               | 3            |                             |
| Hat trick                                                           | 1973                  | -                     |                 |              |                             |
| Holiday                                                             | 1974                  | -                     |                 |              |                             |
| Hearts                                                              | 1975                  | -                     |                 |              |                             |
| History: America's greatest hits                                    | 1975                  | -                     |                 |              | Verzamelalbum               |
| Hideaway                                                            | 1976                  | 01-05-1976            | 33              | 5            |                             |
| Harbor                                                              | 1977                  | -                     |                 |              |                             |
| America Live                                                        | 1977                  | -                     |                 |              | Livealbum                   |
| Silent letter                                                       | 1979                  | -                     |                 |              |                             |
| Alibi                                                               | 1980                  | -                     |                 |              |                             |
| A view from the ground                                              | 1982                  | -                     |                 |              |                             |
| The last unicorn                                                    | 1982                  | -                     |                 |              | Soundtrack The last unicorn |
| Your move                                                           | 1983                  | -                     |                 |              |                             |
| Perspective                                                         | 1984                  | -                     |                 |              |                             |
| In concert                                                          | 1985                  | -                     |                 |              | Livealbum                   |
| Encore: More greatest hits                                          | 1991                  | -                     |                 |              | Verzamelalbum               |
| Ventura highway & other favorites                                   | 1992                  | -                     |                 |              |                             |
| Hourglass                                                           | 1994                  | -                     |                 |              |                             |
| King biscuit flower hour                                            | 1995                  | -                     |                 |              |                             |
| Human nature                                                        | 1998                  | -                     |                 |              |                             |
| Highway 30 years of America                                         | 2000                  | -                     |                 |              | Boxset                      |
| Holiday harmony                                                     | 2002                  | -                     |                 |              |                             |
| The Grad Cayman concert                                             | 2002                  | -                     |                 |              | Livealbum                   |
| Complete greatest hits                                              | 2002                  | -                     |                 |              | Verzamelalbum               |
| Here & now                                                          | 2006                  | -                     |                 |              | Dubbel cd                   |
| Back Pages                                                          | 2011                  | -                     |                 |              |                             |

### Singles
| Single met eventuele hitnotering(en) in de Nederlandse Top 40 | Datum van verschijnen | Datum van binnenkomst | Hoogste positie | Aantal weken | Opmerkingen                                     |
| ------------------------------------------------------------- | --------------------- | --------------------- | --------------- | ------------ | ----------------------------------------------- |
| A Horse with No Name                                          | 1972                  | 15-01-1972            | 11              | 7            | #12 in de Hilversum 3 Top 30 / Daverende Dertig |
| I Need You                                                    | 1972                  | 27-05-1972            | tip2            | -            |                                                 |
| Ventura Highway                                               | 1972                  | 28-10-1972            | tip17           | -            |                                                 |
| Maddog                                                        | 1974                  | 15-06-1974            | tip24           | -            |                                                 |
| Sister Golden Hair                                            | 1975                  | 28-06-1975            | tip5            | -            |                                                 |
| The Border                                                    | 1983                  | 03-09-1983            | 24              | 5            | #22 in de Nationale Hitparade                   |

| Single met hitnotering(en) in de Vlaamse Ultratop 50 | Datum van verschijnen | Datum van binnenkomst | Hoogste positie | Aantal weken | Opmerkingen |
| ---------------------------------------------------- | --------------------- | --------------------- | --------------- | ------------ | ----------- |
| A Horse with No Name                                 | 1972                  | 04-02-1972            | 29              | 1            |             |
| The Border                                           | 1983                  | 17-09-1983            | 26              | 2            |             |

### NPO Radio 2 Top 2000
| Nummers met noteringen in de NPO Radio 2 Top 2000 | '99 | '00 | '01 | '02 | '03  | '04  | '05  | '06  | '07  | '08  | '09  | '10  | '11  | '12  | '13  | '14  | '15  | '16  | '17  | '18  | '19  | '20  | '21  | '22  | '23  | '24  |
| ------------------------------------------------- | --- | --- | --- | --- | ---- | ---- | ---- | ---- | ---- | ---- | ---- | ---- | ---- | ---- | ---- | ---- | ---- | ---- | ---- | ---- | ---- | ---- | ---- | ---- | ---- | ---- |
| A Horse with No Name                              | 175 | 245 | 141 | 96  | 109  | 135  | 119  | 155  | 113  | 126  | 199  | 184  | 244  | 223  | 297  | 334  | 385  | 328  | 347  | 347  | 391  | 431  | 451  | 528  | 535  | 516  |
| I Need You                                        | -   | -   | -   | -   | 1828 | -    | -    | -    | -    | -    | -    | -    | -    | -    | -    | -    | -    | -    | -    | -    | -    | -    | -    | -    | -    | -    |
| Sister Golden Hair                                | -   | -   | -   | 950 | 1035 | 1215 | 1419 | 1653 | 1184 | 1348 | 1752 | 1348 | 1863 | -    | -    | -    | -    | -    | -    | -    | -    | -    | -    | -    | -    | -    |
| Ventura Highway                                   | -   | -   | -   | -   | 1314 | 1712 | 1428 | 1680 | 1474 | 1625 | 1599 | 1418 | 1697 | 1940 | 1876 | 1970 | 1889 | 1952 | 1615 | 1851 | 1634 | 1764 | 1678 | 1685 | 1651 | 1414 |

1. ↑  Een '-' betekent dat het nummer niet was genoteerd en een vetgedrukt getal geeft de hoogste notering van een nummer aan.